# 라이티아인

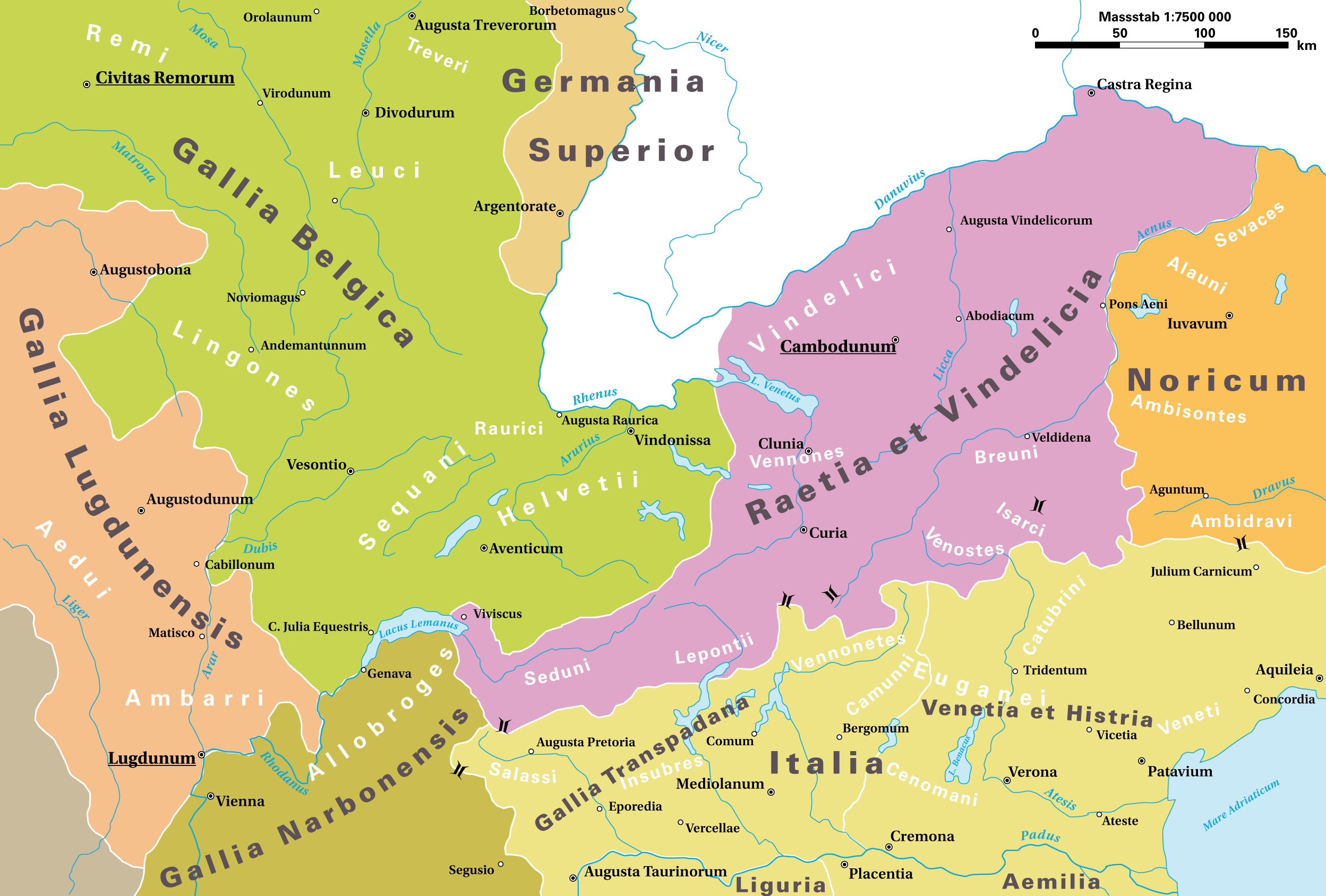
정복 초창기의 라이티아 빈델리키아 속주

라이티인(Raeti, Rhaeti, Rheti)은 고대 알프스의 라이티아 지역에 살던 부족들의 총칭이다. 기원전 15년에 인근의 켈트계 빈델리크족과 함께 로마 제국에 의해 정복되었고 이들이 살던 지역에는 라이티아 속주(Raetia)가 설치되었다. 많은 부족으로 이루어져 있었으나 일부만 기록에 남아있다. 기원이나 역사에 관해 거의 알려진 바가 없으며, 다만 고대 로마 사료에서는 이들이 갈리아인에 의해 포 계곡에서 쫓겨난 에트루리아인의 말예라고 언급한다. 한편 현대에는 이들이 에트루리아인과 먼 친척 관계에 있는 알프스 지역의 원주민이었을 것이라는 추측이 있다.(티르세니아어족 가설)

## 같이 보기
- 라이티아어
- 카무니족
- 아드리아 베네티인